# Виньи (Валь-д’Уаз)
Виньи (фр. Vigny) — муниципалитет во Франции, в регионе Иль-де-Франс, департамент Валь-д'Уаз. Население — 1036 человек (1999).
Муниципалитет расположен на расстоянии около 40 км северо-западнее Парижа, 11 км северо-западнее Сержи.

## Демография
Динамика населения (INSEE):